# Lilac, United States Lighthouse Tender
El Lilac, United States Lighthouse Tender  fue un faro de licitación histórico ubicado en Nueva York, Nueva York.  Lilac, United States Lighthouse Tender se encuentra inscrito  en el Registro Nacional de Lugares Históricos desde el 7 de enero de 2005.  

## Ubicación
El Lilac, United States Lighthouse Tender se encuentra exhibido como buque museo dentro del condado de Nueva York en las coordenadas 40°43′58″N 74°00′46″O / 40.732778, -74.012778.